# Oscar Mondadori

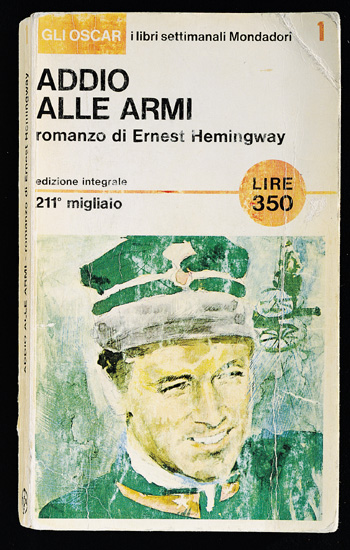
Copertina del primo numero della collana, con il romanzo di Ernest Hemingway Addio alle armi, pubblicato il 27 aprile 1965.

Gli Oscar Mondadori sono la prima collana italiana di libri tascabili edita dalla Arnoldo Mondadori Editore.

## Storia

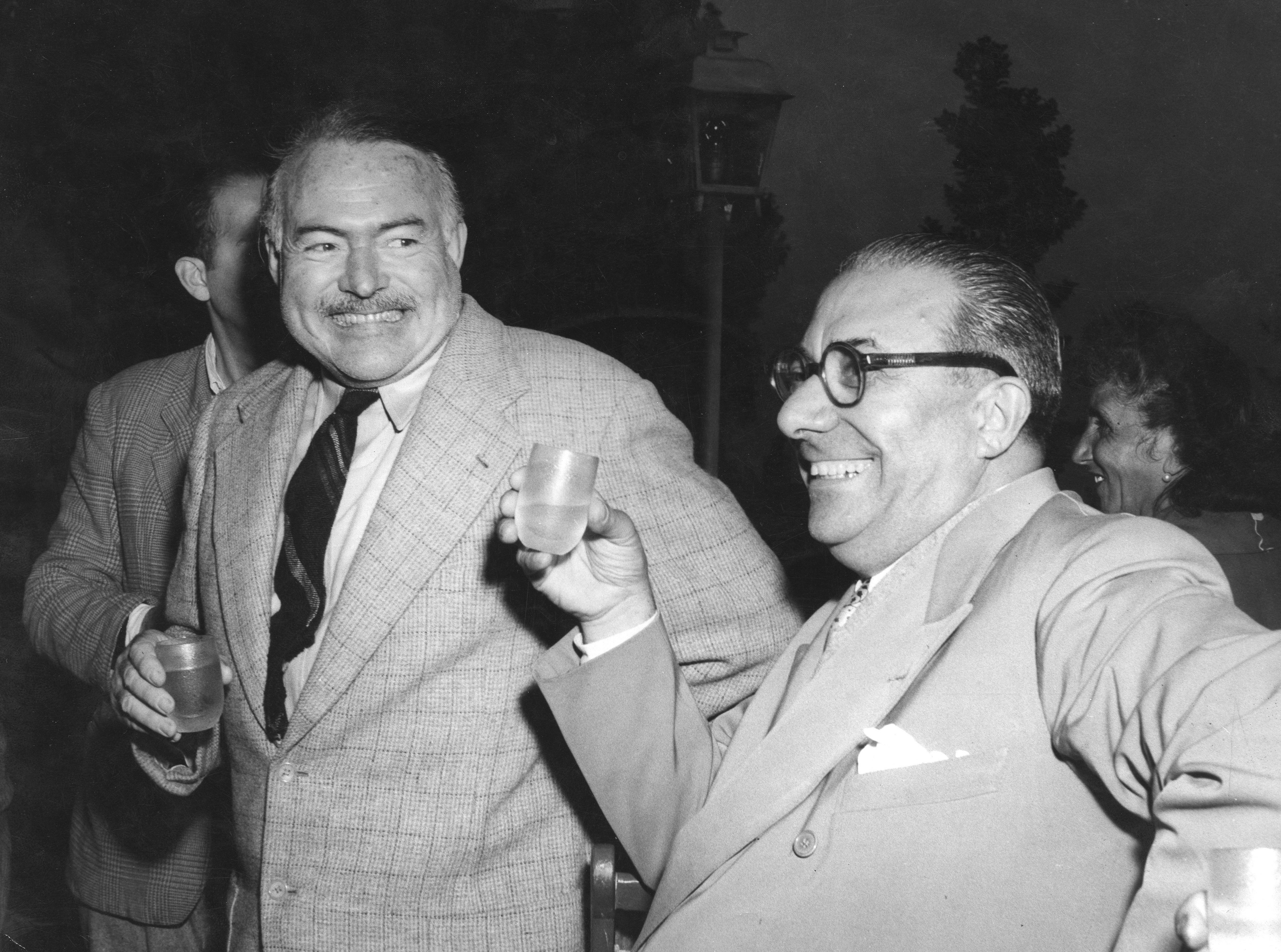
Arnoldo Mondadori (a destra) con Ernest Hemingway (al centro): lo scrittore fu il primo autore pubblicato nella collana nel 1965

La collana vanta un primato: è stata la prima collana tascabile italiana a esordire nelle edicole. I libri uscivano tutte le settimane come "pubblicazione periodica", dunque beneficiavano degli sgravi fiscali concessi alla stampa. La prima pubblicazione fu il romanzo Addio alle armi di Ernest Hemingway. Fu stampato in 60 000 copie il 27 aprile 1965, che andarono tutte esaurite il giorno stesso
. Ogni libro della collana costava 350 lire (circa 3 euro del 2006), l'equivalente di un biglietto per il cinema. Il primo slogan degli Oscar, «I libri-transistor», fu coniato dal poeta Vittorio Sereni, che lavorava alla collana insieme ad Alberto Mondadori, figlio di Arnoldo. Il genere letterario privilegiato della collana fu il romanzo, che permetteva le tirature più alte.
Il successo della collana provocò una vera e propria "corsa al tascabile" da parte degli editori concorrenti: le uscite si moltiplicarono, scatenando un'inflazione di titoli nelle edicole, che portò dopo un anno a una rapida contrazione delle vendite. Ma intanto gli Oscar si erano conquistati la posizione di leader del mercato: Un amore di Dino Buzzati vendette 400 000 copie ma il vero long-seller fu La ragazza di Bube di Carlo Cassola con 446 800 copie vendute in sei anni.
In appena un mese, le vendite raggiunsero medie di 200.000 copie e lo stesso Arnoldo Mondadori spiegò la chiave del successo, attribuendolo «a tre elementi fondamentali: primo aver creato nuovi canali di vendita - Secondo offerta opere alto valore letterario - terzo aver fede costanza coraggio nelle imprese nelle quali si crede». Per fare fronte all'incremento delle lavorazioni si decise di raddoppiare la rotativa già in funzione, arrivando a produrre 12 milioni di copie in appena un anno.
Dopo incrementi del bilancio nell'ordine del 30%, già nel 1967 la crescita si ridimensiona. Si decide un cambio nella direzione: a prendere le redini della collana è Mario Spagnol. Gli Oscar si trasferiscono in libreria per rispondere alla saturazione delle edicole: nel 1968 viene varata la sottocollana «Gli Oscar Libreria». I titoli si differenziano e cambiano gradualmente aspetto: mutano il logo (assumendo quello attuale: la silhouette del Premio Oscar all'interno di una O); si espandono in diverse collane (Oscar gialli, fantascienza, Oscar ragazzi, etc.), escono dall'ambito puramente letterario pubblicando manuali e anche fumetti, mentre i classici greci e latini vengono proposti con paratesti critici di tutto rispetto, allo scopo di conquistare il pubblico scolastico. Si tratta di "una vera e propria rifondazione degli Oscar, ben al di là del romanzo, con un'articolazione in discipline e sottocollane, per le più diverse destinazioni, di studio, intrattenimento, uso, anche nel quadro della nuova domanda scolastica e parascolastica di quegli anni".
A questa crescita quantitativa (dai 44 titoli l'anno ai 167 del 1972) e qualitativa corrisponde una "risposta puntuale alle nuove esigenze emergenti nel pubblico italiano". Gradualmente, diventando una sorta di "casa editrice nella casa editrice", gli Oscar "fanno biblioteca" e diventano il più vasto e articolato sistema di collane presente in libreria: sono i libri adatti a tutte le tasche, quelle di lettori e di studenti, di "tutti i membri attivi e informati della società". 
Dal 1973 il successore di Spagnol è Alceste Nomellini.
Negli anni '80, per rispondere alla crisi del settore, sotto la guida di Leonardo Mondadori viene varato un poderoso piano di investimento nei tascabili, anche grazie all'introduzione di un approccio più orientato al moderno marketing. Nel 1983 fu lanciata la collana Oscar Bestsellers, tutt'ora attiva e tra le più ricche di sempre per il numero di titoli pubblicati e fatturati realizzati. Specializzata nella fiction straniera (Ken Follett, Robert Ludlum, etc.) e poi anche in quella italiana, risponde all'esigenza dell'Editore di allungare la vita del libro oltre il primo lancio come novità in formato hard-cover.
Nel 1984 gli Oscar vengono rilanciati da Ferruccio Parazzoli: nuovi titoli (60% di novità), ristrutturazione delle collane, campagne promozionali e un nuovo slogan: "Negli Oscar c'è". Nella stagione calcistica 1984-85, Oscar Mondadori è stato sponsor di maglia del Milan. Nel 1989 arriva la collana Oscar Originals, una formula innovativa perché interamente composta da libri inediti. In questa serie, esordisce l'ignota Lara Cardella con Volevo i pantaloni che nel primo anno di pubblicazione vende 300.000 copie. Anche la saggistica assume un ruolo sempre più importante, dalla puericultura (con Il bambino di Benjamin Spock), alla cucina, al giardinaggio e alla manualistica varia. Alla fine degli anni '80, la ripartizione degli Oscar conta 28 sezioni. Nel 1990, il fatturato aveva raggiunto i 74 miliardi di lire e con 1.750.000 copie pubblicate, gli Oscar potevano essere considerati la prima "casa editrice" italiana per venduto e risultati economici. 
Negli anni '90, il mercato editoriale subisce una nuova contrazione cui Stampa alternativa risponde con la collana Millelire. Per contrastare il successo del nuovo segmento di tascabili super economici, nel 1995 gli Oscar lanciano una nuova collana di tascabili: i Miti. Concepiti per raggiungere una vasta diffusione, sono distribuiti contemporaneamente in libreria, edicola e grande distribuzione organizzata grazie ad altissime tirature (anche 300.000 copie) e prezzi bassi (5.900 lire).
Il successo del format provoca la "tascabilizzazione dell'editoria": gran parte della proposta editoriale si sposta verso formati più agili e flessibili rispetto ai tradizionali cartonati (Hardcover) con cui si lanciavano le novità. Nel 1996, ad esempio, nasce la collana Stile Libero di Einaudi che subito esordisce in un formato brossura con alette, dunque tascabile. 
A partire dagli anni 2000 si avvicendano diversi direttori (Massimo Turchetta, Gian Arturo Ferrari, Antonio Riccardi, Giuseppe Strazzeri), tutti impegnati a migliorare e a sviluppare la qualità estetica dei libri e delle collane, introducendo approcci al publishing fortemente influenzati dai modelli anglosassoni di Penguin e Vintage. Lo sforzo creativo fa fronte alle crisi di questi anni e alla generale stagnazione del mercato del libro. Il mercato delle letture scolastiche diventa un'importante riserva di lettori ed è in questa fase che la tassonomia delle collane si specializza ulteriormente per segmenti didattici: Grandi Classici, Classici, Classici latini e greci, Classici Moderni e Scrittori Moderni, Oscar Storia. Si velocizza il passaggio dei titoli commerciali lanciati dal marchio madre Mondadori in formato Hardcover nella collana Oscar Bestesellers: dopo un anno dall'esordio in libreria, vengono ripubblicati nel tascabile Oscar (è l'epoca di gigaseller come i libri di Dan Brown, Gomorra di Roberto Saviano, La solitudine dei numeri primi di Paolo Giordano). 
Nel 2006 gli Oscar rappresentavano il 45% del fatturato della Mondadori Editore. Nel 2012 hanno superato i 4.000 titoli in catalogo, ripartiti in 18 sottocollane. Nel frattempo, il combinato disposto di nuovi eventi nel mercato del libro, mettono nuovamente in discussione il primato degli Oscar. Va in crisi il canale della Grande Distribuzione Organizzata, dove i volumi di vendita dei tascabili erano rilevanti. Il 27 luglio del 2011 viene introdotta la legge n.128 sull'editoria (legge Levi) a tutela dei librai, perché limita le aggressive politiche di sconto e promozione da parte degl'editori. Le-commerce di Amazon guadagna fette crescenti nella vendita diretta dei libri. Soprattutto, si diffonde l'innovazione tecnologica degli e-book, sostenuta dall'aggressiva politica di investimenti di Amazon attraverso il proprio ecosistema di pubblicazione Kindle, con l'obiettivo di disintermediare la filiera degli editori. Infine, anche la Scuola comincia a perdere rilevanza nelle vendite. Per rispondere a questa tempesta perfetta, nel 2014 gli Oscar arrivano a una produzione di oltre 400 titoli l'anno, suddivisi in oltre 30 collane e una pluralità di formati.   
Dal 2015, il nuovo responsabile è Luigi Belmonte. La sfida è un nuovo rilancio che viene realizzato nella primavera del 2016. L'architettura delle collane viene completamente rivista, i formati ottimizzati secondo nuovi criteri industriali e distributivi, si attua una profonda rivisitazione della grafica. Il logo assume un forma piena dentro cui la silhouette della statuina si presenta con alcuni ritocchi. Sulla costa dei libri, la stessa silhouette è isolata e posizionata al taglio del piede. Il restyling serve a rilanciare il più importante marchio dell'editoria, messo in crisi dai cambiamenti di mercato.  
Le nuove copertine delle collane Oscar moderni ed Oscar classici sono prive dell'angolo in alto a destra mentre i libri della collana Oscar gialli hanno adesso un foro circolare al centro della copertina.

## Elenco delle sottocollane dal 1965 ad oggi
«Gli Oscar, i libri-transistor che fanno biblioteca, presentano settimanalmente i capolavori della letteratura e le storie più avvincenti in edizione integrale supereconomica per il tempo libero. Gli Oscar sono i libri 1965 per gli italiani che lavorano: per gli operai, per i tecnici, per gli impiegati, per i funzionari, per i dirigenti, per i professionisti, per gli studenti, per la famiglia, per tutti i membri attivi e informati della società. A casa, in tram, in autobus, in filobus, in metropolitana, in automobile, in taxi, in treno, in barca, in motoscafo, in transatlantico, in jet, in fabbrica, in ufficio, al bar, nei viaggi di lavoro, nei week-end, in crociera, Gli Oscar saranno sempre nella vostra tasca, sempre a portata di mano. Con Gli Oscar una casa editrice tradizionalmente all'avanguardia ha ideato e creato il libro settimanale di altissimo livello per un pubblico in movimento. Gli Oscar sono gli Oscar dei libri: si rinnovano ogni settimana, durano tutta la vita».
(Il famoso risvolto nella seconda di copertina, contenente il "manifesto" dei libri settimanali Mondadori, scritto dal poeta Vittorio Sereni.)
Collane attive
- Oscar absolute
- Oscar bestsellers (1996-oggi)
  - Oscar bestsellers
  - Oscar bestsellers Blink
  - Oscar bestsellers Life
  - Oscar bestsellers Misteri
  - Oscar bestsellers Open
  - Oscar bestsellers Spiritualità
  - Oscar bestsellers Wellness
- Oscar classici
  - Oscar classici
  - Oscar classici Baobad
  - Oscar classici Blink
  - Oscar classici Cult
  - Oscar classici Sophia
- Oscar draghi (2014-oggi)
- Oscar fantastica (2016-oggi)
- Oscar miti
- Oscar il giallo Mondadori
- Oscar lo specchio
- Oscar moderni (2016-)
  - Oscar moderni
  - Oscar moderni Baobad
  - Oscar moderni Blink
  - Oscar moderni Cult
- Oscar nuovi misteri
- Oscar 451
- Oscar ink (fumetti, 2017-oggi)
- Oscar Romanzi Flame
- Oscar saggi
- Oscar spiritualità
- Oscar storia (1990-)

Collane chiuse
- Oscar
- Oscar arte (1975-77)
- Oscar attualità (1982-89)
- Oscar biblioteca (1978-82)
- Oscar biografie e storia
- Oscar biografie (1983-92)
- Oscar cartoons (1972-78)
- Oscar casa (1970-77)
- Oscar classici greci e latini (1991-2016)
- Oscar classici moderni (1988-2016)
- Oscar cofanetto
- Oscar cucina (1990-93)
- Oscar del crimine (1972-75)
- Oscar del giallo (1972-78)
- Oscar del ridere (1972-75)
- Oscar dizionari (1989-95)
- Oscar documenti
- Oscar Fantascienza (1973-94)
- Oscar Fantasy (1989-94)
- Oscar fiabe e leggende di tutto il mondo (1991-2001), 35 titoli
- Oscar fiabe regionali italiane (1982-90), 18 titoli[16]
- Oscar fumetti (1970-83)
- Oscar gialli (G)
- Oscar giochi (1987-94)
- Oscar grandi best seller
- Oscar grandi classici
- Oscar guide
- Oscar guide di Starbene
- Oscar guide pratiche e manuali
- Oscar guide per negati (2006-)
- Oscar Horror (1989-92)
- Oscar junior (2010-)
- Oscar illustrati
- Oscar illustrati le grandi guide (1986-88)
- Oscar illustrati tutto (1987-95)
- Oscar libreria (L)
- Oscar leggere i classici (1993-99)
- Oscar letture
- Oscar letture per la scuola
- Oscar letture per la scuola media
- Oscar maestri del pensiero moderno (1990-92)
- Oscar manuali
- Oscar manuali il mio futuro (1987)
- Oscar mensili (1965-67)
- Oscar musica (1982-85)
- Oscar narrativa (N)
- Oscar narratori del Novecento
- Oscar narratori italiani (1992-93)
- Oscar Novecento
- Oscar opere di
  - Italo Calvino (1994-)[17]
  - Gabriele D'Annunzio
  - Friedrich Nietzsche (1971-83)
  - Luigi Pirandello
- Oscar originals (1989-90)
- Oscar original (1997-98)
- Oscar oro (1983-90)
- Oscar per conoscere (1970-92), 20 titoli
- Oscar poesia
- Oscar poesia del Novecento
- Oscar poesia e teatro
- Oscar Quark (2002-04)
- Oscar ragazzi
- Oscar salute e benessere (1998-99)
- Oscar scrittori del Novecento
- Oscar scrittori moderni (2006-)
- Oscar sport (1973-77)
- Oscar studio (S)
- Oscar studio dizionari (1973-84)
- Oscar studio enciclopedia filosofica (1980-85)
- Oscar supermanuali (1983-97)
- Oscar supermiti
- Oscar teatro
- Oscar Teatro alla Scala (1983-86)
- Oscar teatro e cinema (1985-87)
- Oscar umorismo (1979-82)
- Oscar uomini e religioni (1984-2001)
- Oscar varia
- Oscar viaggi (1990-92)
- Oscar western (1981-87)
- Piccola biblioteca Oscar